# Open Season 2
Open Season 2 (titulada Open Season: Amigos salvajes 2 en Hispanoamérica y Colegas en el bosque 2 en España) es la secuela de Open Season, producida por Sony Pictures Animation, dirigida por Matthew O'Callaghan, codirigida por Todd Wilderman, y producida por Kirk Bodyfelt y Matthew O'Callaghan. La película cuenta la voces de Joel McHale, Mike Epps, Cody Cameron, Jane Krakowski, Billy Connolly y Crispin Glover. Sólo con Jane Krakowski y Billy Connolly del reparto original.

## Argumento
Es primavera, todo ha florecido y para los ciervos es el tiempo de aparearse. En la presentación de los acontecimientos, un año después de la primera película continuo  con la vida de Boog (Mike Epps) y Elliot (Joel McHale). Tras enamorarse de la cabeza a los pies de Giselle (Jane Krakowski), el camino de Elliot hacia el altar toma un ligero cambio de rumbo cuando Mr. Weenie o Pancho Salchicha en la versión latina (Cody Cameron) es secuestrado por un grupo de mascotas que tienen la idea de devolverlo a sus dueños. Boog, Elliot, McSquizzy (Guido en Latinoamérica), Buddy (Amigo en Latinoamérica) y el resto de las criaturas del bosque se aventuran en una misión de rescate del perro salchicha y pronto se encontrarán en campo enemigo: el mundo de las mascotas. Liderados por un malvado (Bichón frisé) llamado Fifi (Crispin Glover), las mascotas no van a pensar en dejar a Mr. Weenie ir sin una pelea.

## Reparto
- Joel McHale como Elliot.
- Mike Epps como Boog.
- Cody Cameron como Mr. Weenie
- Jane Krakowski como Giselle.
- Billy Connolly como McSquizzy.
- Crispin Glover como Fifi.
- Danny Mann como Serge.
- Steve Schirripa como Roberto.
- Fred Stoller como Stanley.
- Sean Mullen como Roger.
- Olivia Hack como Charlene.
- Diedrich Bader como Rufus.
- Matthew W. Taylor como Buddy, Deni, Ian.
- Georgia Engel como Bobbie.
- Nika Futterman como Rosie.
- Michelle Murdocca como Maria.

## Doblaje Latinoamérica
- Gerardo Vásquez como Boog.
- José Antonio Macías como Elliot.
- Ernesto Lezama como Mr. Weenie
- Rosalba Sotelo como Giselle.
- Ricardo Brust como McSquizzy.
- Óscar Flores como Fifi.
- Germán Fabregat como Serge.
- Gabriel Pingarrón como Roberto.
- Alejandro Mayén como Stanley.
- Genaro Contreras como Roger.
- Karla Falcón como Charlene.
- José Luis Orozco como Rufus.
- Hector Emmanuel Gómez como Buddy.
- Eduardo Garza como Deni.
- Mario Filio como Ian.
- Loúrdes Moran como Bobbie.
- Monica Villaseñor como Rosie.
- Alma de la Rosa como Maria.

## Recepción
El filme tuvo una recepción mixta de los críticos. La reseña en DVD Verdict declaró, "Open Season 2 no es un clásico (tampoco lo fue la original), pero es una competente comedia del tipo que chequea tu cerebro en la puerta para niños de todas las edades. La animación e historia no podrán hacer frente a Pixar (¿quién lo hace?), pero el filme ofrece algo que las películas de Pixar no ofrecen: slapstick de los antiguas caricaturas y gags de vista en el molde de Bugs Bunny."